# Дронов, Виктор Павлович
Виктор Павлович Дронов (род. 16 июля 1949 года) — советский и российский учёный-педагог, академик РАО (2016).

## Биография
Родился 16 июля 1949 года.
В 1972 году — окончил географо-биологический факультет Московского государственного педагогического института имени В. И. Ленина (МПГУ), специальность география и биология.
В 1999 году — защитил докторскую диссертацию, тема: «География инфраструктуры в России: Проблемы теории и практики».
В 2005 году — избран членом-корреспондентом, в 2016 году — академиком Российской академии образования, состоит в Отделении общего среднего образования.
Ведет педагогическую деятельность в МПГУ .

## Научная деятельность
Сфера научных интересов: преподавание географии в средней и высшей школе, подготовка учителей географии.
Автор и соавтор учебников, учебных пособий, атласов.
Под его руководством защищено 12 кандидатских и докторских диссертаций.
Соавтор учебного курса «Экономическая и социальная география России и стран ближнего зарубежья» (2010)

## Награды
- Отличник народного просвещения РСФСР (1987)
- Почётный работник высшего профессионального образования Российской Федерации (2002)
- Медаль «В память 850-летия Москвы» (1997)
- Благодарственное письмо Президента Российской Федерации
- Медаль ордена «За заслуги перед Отечеством» 2 степени[2].
- Медаль имени М.Р. Скаткина Российской академии образования
- Золотая медаль "За достижения в науке" Российской академии образования
- Медаль Министерства науки и высшего образования Российской Федерации "За вклад в реализацию государственной политики в области образования и научно-технологического развития"